# Никольское (сельское поселение деревня Никольское)
Никольское — деревня в Дзержинском районе Калужской области Российской Федерации. Административный центр сельского поселения «Деревня Никольское».

## Физико-географическое положение
Расположено на берегу реки Шаня. Рядом — населенные пункты Амур-Ключ и Обухово.

## История
По состоянию на 1782 году сельцо Никольское на реке Шаня и речке Ероика относилось к Медынскому уезду.
Входила в Троицкую волость.
Сельцом владели — Иван Ионович Чемесов, Анна Степановна Карпова, Устинья Петровна Головина, Анна Петровна Колокольцова.
Здесь жил  депутат Государственной думы, земский начальник Павлинов, Николай Иванович.
Наследники Николая Ивановича вели хозяйство в Никольском после революции, в его имении располагалась школа.

## Население
| 2002 | 2010 |
| ---- | ---- |
| 425  | ↗495 |